# Salvador Pardo Cruz
El General de Brigada Salvador Pardo Cruz es un militar y ministro de Industria  de Cuba, entre 2012 y 2019.

## Trayectoria
Es ingeniero radiotécnico y militante del Partido Comunista de Cuba. Fue oficial superior de las Fuerzas Armadas Revolucionarias durante más de 45 años, principalmente en unidades combativas de las Tropas Coheteriles Antiaéreas. 
Fue Coordinador General y Director en 1998 de las empresas pertenecientes a la Unión de Industria Militar. Estuvo a cargo, desde el 2009, del Ministerio de la Industria Sidero-Mecánica y la Electrónica, remplazando a Fernando Acosta Santana y así dando por terminado su puesto como director general de la Unión de Industria Militar.
Pardo Cruz fue ministro de Industria  de Cuba de 2012 a 2019.